# 先天性无子宫
先天性无子宫（英語：congenital absence of uterus），是一种女性生理缺陷，是两侧副中肾管中段及尾段未发育和未会合造成。
常合并先天性无阴道及泌尿系统发育异常，如单肾、异位肾等。卵巢发育正常，第二性征不受影响。症状主要包括原发性闭经、肛门指诊时宫颈、宫体部分空虚；超声波中无法观察到子宫轮廓及阴道气线，但可见到双侧卵巢。目前没有有效治疗方法。